# Barragem de Rogun
A barragem de Rogun ( em russo:  Рогунская ГЭС  ; em tajique:  Нерӯгоҳи барқи обии Роғун   ) é uma barragem de aterro em construção no rio Vakhsh, no sul do Tajiquistão . A barragem está situada a 110 km de Dushanbe.
A construção da barragem começou em 1976, durante o regime Soviético, mas foi abandonada após o colapso da União Soviética. Ao longo de três décadas, apenas a construção preliminar foi realizada na barragem. Devido às controvérsias envolvendo o projeto, a construção foi suspensa em agosto de 2012, aguardando relatórios do Banco Mundial. O projeto foi reiniciado pelo governo do Tajiquistão em 2017. A primeira unidade da usina foi licenciada em novembro de 2018.
A represa atraiu reclamações do vizinho Uzbequistão, que teme que ela tenha um impacto negativo em suas lucrativas safras de algodão . A controvérsia envolvendo o projeto contribuiu  significativamente para as relações amargas entre as duas ex-repúblicas soviéticas .

## História
A barragem de Rogun foi proposta pela primeira vez em 1959, com um projeto técnico sendo desenvolvido em 1965. A construção começou em 1976, entretanto o projeto foi paralisado após o colapso da União Soviética . Um acordo para o término da construção foi assinado entre o Tajiquistão e a Rússia em 1994. Como o acordo não foi implementado, acabou sendo denunciado pelo parlamento do Tajiquistão. Em outubro de 2004, um acordo foi assinado com a empresa russa RUSAL, que concordou em finalizar as instalações da barragem, construir uma nova fábrica de alumínio e reconstruir a fundidora de alumínio de Tursunzade .  Em fevereiro de 2007, uma nova parceria entre a Rússia e o Tajiquistão para concluir a barragem foi anunciada, mas posteriormente recusada pela Rússia, por conta de discordâncias quanto ao controle acionário do projeto. Em maio de 2008, o Tajiquistão anunciou a retomada da construção da barragem. Em dezembro de 2010, um dos túneis de desvio do rio foi reformado e o segundo previsto para junho ou julho de 2011. A construção da barragem foi suspensa em agosto de 2012 enquanto se aguardava a avaliação do Banco Mundial.

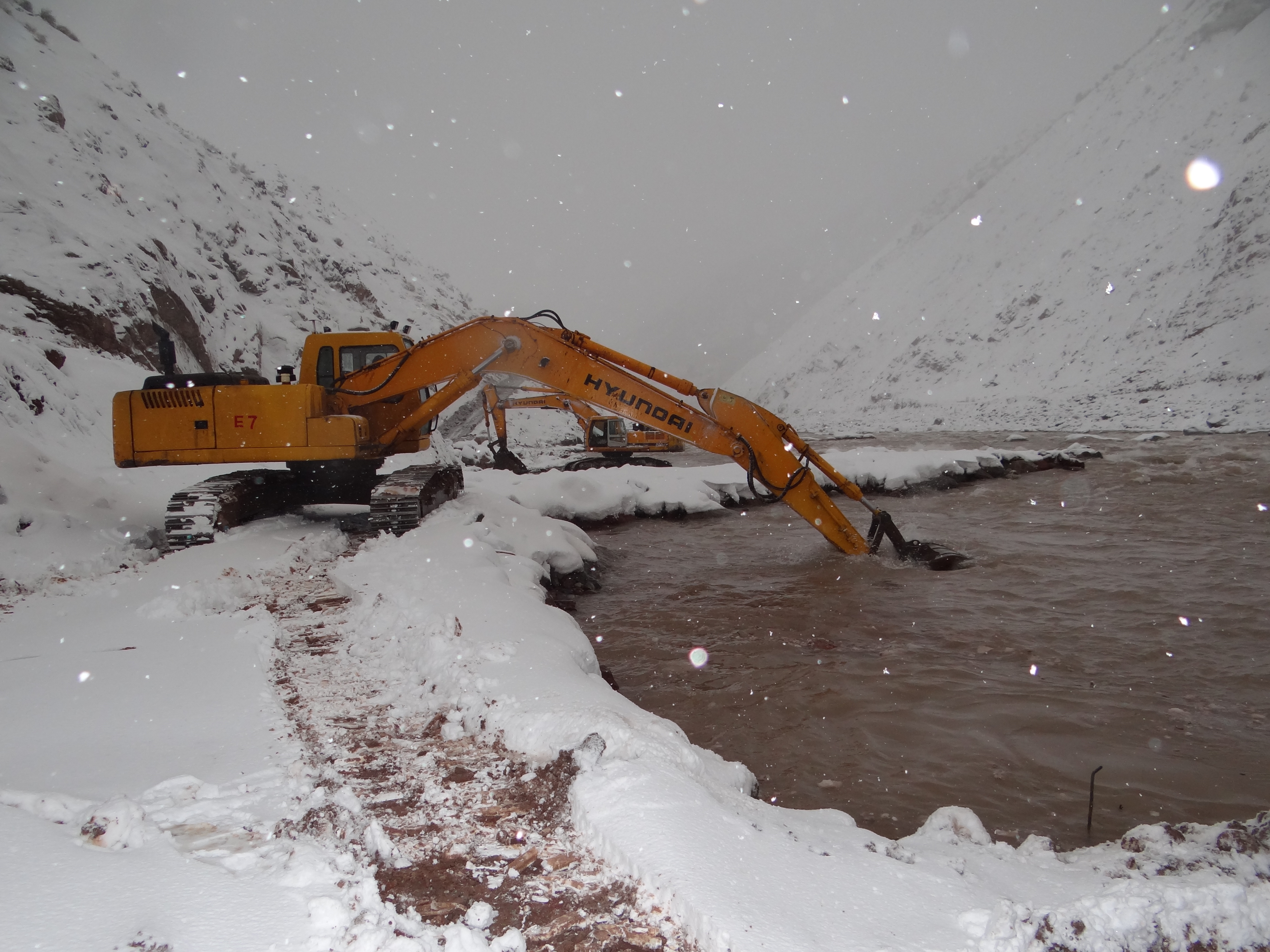
Dragagem do rio Vakhsh pela Ariana Tunnel Dam Company [http://www.ariana-co.com/fa/project2/44

Em 2010, o Tajiquistão lançou um IPO para levantar US $ 1,4 bilhões para concluir a construção da barragem. Em 26 de abril daquele ano, o governo do Tajiquistão arrecadou apenas US $ 184 milhões, suficiente para apenas dois anos de construção. Em 1º de julho de 2016, a comissão estadual responsável pelo projeto escolheu a italiana Salini Impregilo para realizar a construção por US $ 3,9 bilhões. O projeto é dividido em quatro componentes, sendo que o mais caro envolve a construção de uma barragem de aterro de 335 metros de altura, que envolverá custos de cerca de US $ 1,95 bilhão. Em 29 de outubro de 2016, o presidente tadjique Emomali Rahmon lançou oficialmente a construção da barragem. Na cerimônia, o fluxo do rio foi desviado cerimonialmente pelos túneis de desvio reconstruídos. A primeira unidade da usina foi comissionada em novembro de 2018 e a segunda turbina deve ser comissionada em 2019.

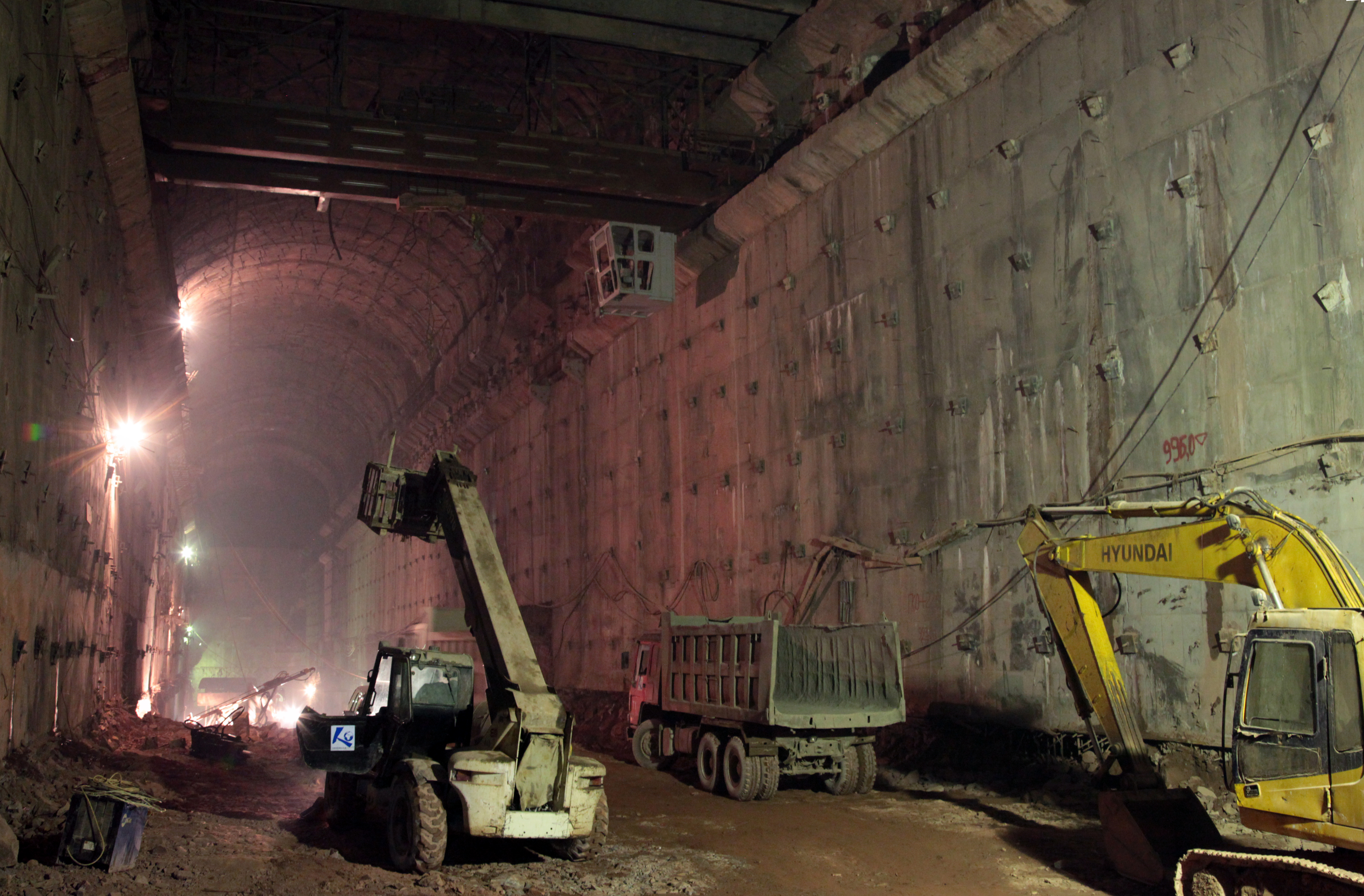
Construção das grutas principais da usina hidrelétrica de Rogun pela Ariana Tunnel Dam Company

## Descrição técnica
A barragem de Rogun foi listada como a barragem mais alta do mundo, com 335 m (1,099 ft) de altura - porém, essa é uma altura projetada. Na realidade, a barragem tinha apenas cerca de 60.96 m (200.0 ft) de altura até 1993, quando foi destruída em uma enchente. Desde 2014 três projetos estão sendo considerados: o original, de 335 m (1,099 ft), e duas alternativas, 300 m (980 ft) e 265 m (869 ft), todos com suas vantagens e desvantagens.

## Avaliação de Impacto
Em resposta ao pedido de países vizinhos, especialmente do Uzbequistão, o Banco Mundial financiou um Estudo de Avaliação Técnico-econômica conduzido pelo consórcio de Coyne et Bellier, Electroconsult e IPA Energy + Water Economics, e uma Avaliação de Impacto Socioambiental conduzida por Pöyry . Os relatórios, originalmente programados para serem lançados em fevereiro de 2012, foram adiados até meados de 2014. A Avaliação de Impacto Socioambiental foi publicada em 16 de junho de 2014 e o Estudo de Avaliação Técnico-Econômica em julho de 2014. No geral, a avaliação de impacto socioambiental afirmou que "A maioria dos impactos são pequenos e facilmente mitigados, se a mitigação for necessária." e que "Não há impacto de categoria 'muito negativa', de 'mitigação impossível' ". Todas as partes, incluindo os estados da Ásia Central reuniram-se em Almaty em julho de 2014 para o 5º Encontro Ribeirinho para discutir as conclusões dos estudos,

## Tensões internacionais
O projeto levantou tensões com o Uzbequistão a respeito do impacto da barragem em seus sistemas de irrigação de algodão. Em fevereiro de 2010, o primeiro-ministro uzbeque Shavkat Mirziyoyev enviou uma carta ao primeiro-ministro tadjique exigindo um estudo independente das possíveis consequências da barragem. Em outubro de 2010, o presidente uzbeque Islam Karimov chamou as usinas hidrelétricas de Rogun de "projeto estúpido".
No entanto, em 2018, o Uzbequistão abandonou sua oposição à barragem Rogun. "Vá em frente e construa, mas nós mantemos certas garantias de acordo com essas convenções que foram assinadas por você", disse o ministro das Relações Exteriores uzbeque Abdulaziz Komilov em uma aparição na TV em 5 de julho de 2018.